# Gerald Logan
Pour les articles homonymes, voir Logan.
Gerald Logan, né le 29 décembre 1879 à Wimbledon et décédé le 29 avril 1951 à Folkestone en Angleterre, est un joueur de hockey sur gazon britannique. Lors des Jeux olympiques d'été de 1908 se tenant à Londres il remporte la médaille d'or pour la première apparition de ce sport au programme olympique. Compétition durant laquelle il inscrit cinq buts se classant ainsi troisième meilleur buteur.

## Palmarès

### Jeux olympiques
- Jeux olympiques d'été de 1908 à Londres
  -  Médaille d'or.